# Café Pssst!

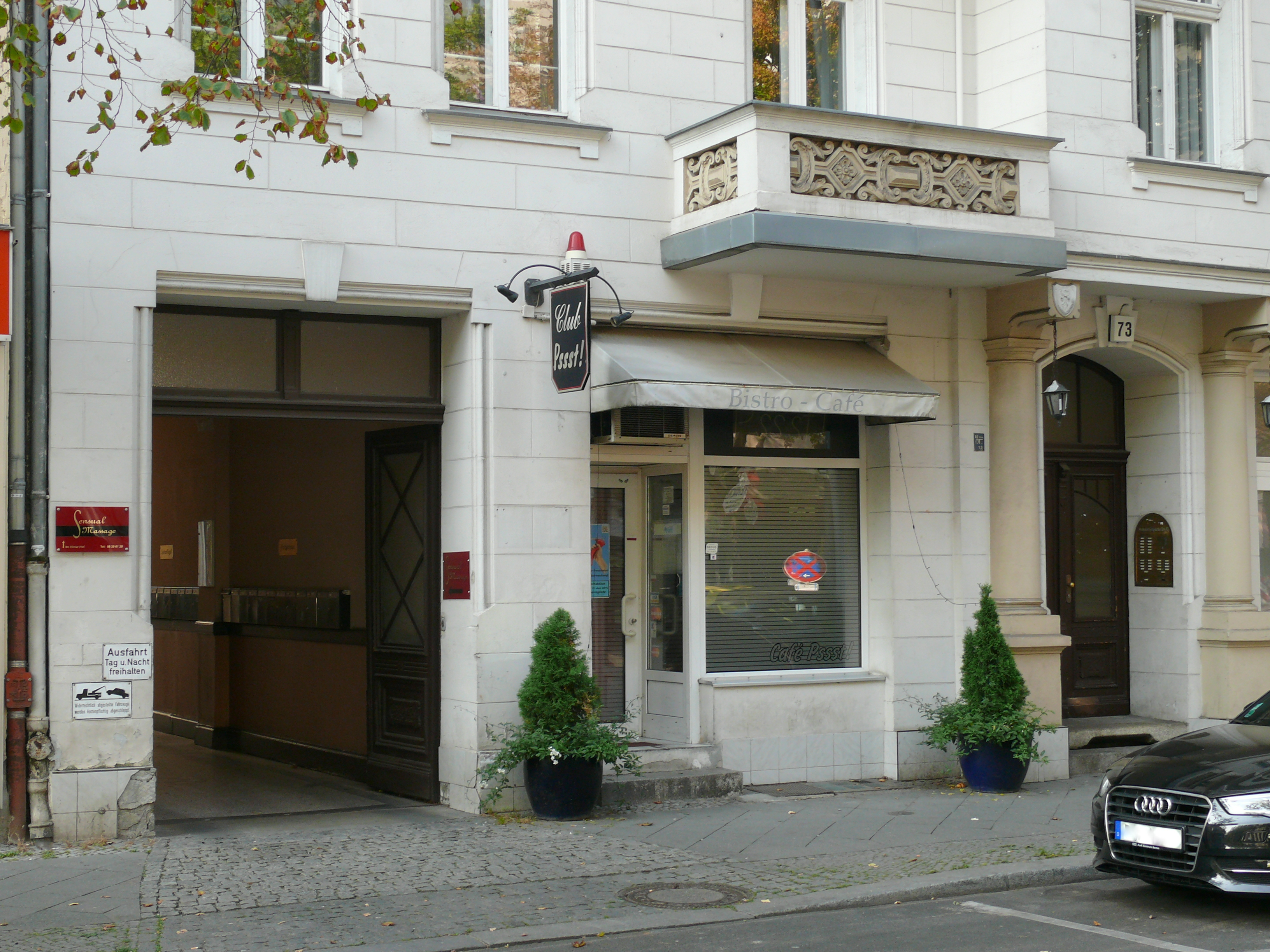
Ehemaliges Café Pssst! in der Brandenburgischen Straße

Das Café Pssst! (Eigenschreibweise mit Ausrufezeichen; in Medien mitunter vereinfacht ohne) war ein Bordell im Berliner Bezirk Charlottenburg-Wilmersdorf in der Nähe des Fehrbelliner Platzes. Es geriet bundesweit in die Schlagzeilen durch ein als Präzedenzfall gewertetes Urteil des Verwaltungsgerichts Berlin. Die Besitzerin Felicitas Schirow (damals: Felicitas Weigmann) erreichte mit diesem Urteil die offizielle Anerkennung ihres Lokals als Anbahnungsgaststätte für sexuelle Dienstleistungen. Das am 1. Dezember 2000 verkündete Urteil gilt darüber hinaus als wichtiger Meilenstein auf dem Weg zum 2002 verabschiedeten Prostitutionsgesetz sowie allgemein zur Entkriminalisierung der Prostitution in Deutschland. Seit November 2015 ist das Café Pssst geschlossen.

## Vorgeschichte, Prozess und Urteil
Im Jahr 1997 eröffnete die Krankenschwester, Ex-Prostituierte und Kauffrau Felicitas Weigmann das Café Pssst! in der Brandenburgischen Straße in Berlin-Wilmersdorf. Das zur Straße gelegene Café war als Ergänzung zu dem Escort-, Beherbergungs- und Zimmerbetrieb im Hinterhaus konzipiert. Möglicherweise aufgrund der offenen Deklarierung als Anbahnungsgaststätte für gewerblichen Sex kündigte das Bezirksamt Wilmersdorf 1999 die Gaststättenlizenz. Standpunkt der Behörde: Die Kontaktgespräche zwischen Prostituierten und Freiern im Café sowie der damit verbundene Zimmerbetrieb im Hinterhaus leisteten der Unsittlichkeit Vorschub. Bei einer ersten mündlichen Anhörung nahm die Behörde – auf Drängen des Gerichts – die Kündigung der Konzession vorläufig zurück.
Einen entscheidenden Sieg erreichte Felicitas Weigmann mit dem am 1. Dezember 2000 verkündeten Urteil des Berliner Verwaltungsgerichts. Als Entscheidungsgrundlage dienten dem Gericht unter anderem angefragte Stellungnahmen unterschiedlicher gesellschaftlicher und sozialer Organisationen – darunter die Caritas, Pro Familia, der DGB, der Bund Deutscher Kriminalbeamter, der Deutsche Städtetag sowie die IHK. Aufgrund der fast einhelligen Ablehnung illegalisierender Eindämmungs- und Bekämpfungsstrategien gab das Gericht der Klägerin Recht. Die Einstellung der Gesellschaft zur Prostitution, so Richter Percy MacLean in seiner Urteilsbegründung, habe sich mittlerweile grundlegend gewandelt. Sie sei daher durchaus mit den guten Sitten vereinbar – unter der Voraussetzung, dass sie freiwillig und ohne kriminelle Begleiterscheinungen geschehe. Die im Januar 2001 veröffentlichte Urteilsbegründung fokussierte nicht wie bis dato geläufig auf den Punkt der Sittenwidrigkeit. Vielmehr rückte sie Werte wie Freiwilligkeit, Einvernehmlichkeit sowie Selbstbestimmung in den Mittelpunkt. Prostitution, die von Erwachsenen freiwillig und ohne kriminelle Begleiterscheinungen ausgeübt werde, sei nach den mittlerweile anerkannten sozialethischen Wertvorstellungen nicht mehr als sittenwidrig anzusehen. Resümee des Urteils: „Wer die Menschenwürde von Prostituierten gegen ihren Willen schützen zu müssen meint, vergreift sich in Wahrheit an ihrer von der Menschenwürde geschützten Freiheit der Selbstbestimmung und zementiert ihre rechtliche und soziale Benachteiligung.“
Seitens der Medien fand das Urteil des Berliner Verwaltungsgerichts breite Aufmerksamkeit. Die schriftliche Urteilsbegründung löste große Nachfrage aus. Im Nachhinein wird das Urteil als wichtige Vorläuferentscheidung des 2002 verabschiedeten Prostitutionsgesetzes gewertet. Das Bezirksamt Charlottenburg-Wilmersdorf strebte zunächst eine Urteilsrevision in der nächsthöheren Instanz an. Am 17. Oktober 2002 schließlich wurde der Rechtsstreit zwischen Betreiberin Weigmann und den Bezirksbehörden endgültig beigelegt: Das Café Pssst! erhielt eine Konzession für Gastronomie und Beherbergung „mit der besonderen Betriebsart: Bordell.“ Kündigungsbedingte Pläne, ein neues Lokal in der Kurfürstenstraße im benachbarten Ortsteil Schöneberg zu eröffnen, zog Felicitas Weigmann bereits im Frühjahr 2002 – noch vor der geplanten Eröffnung – wieder zurück, unter anderem, wie sie einräumte, aufgrund des Widerstands dortiger Anwohner.

## Räumlichkeiten und Betrieb
Sozial abgesicherte Arbeitsverhältnisse, ein kollegiales Arbeitsklima sowie eine Form der Prostitution, die auf Augenhöhe beruht, da die Frauen Kontaktwünsche auch ablehnen können, sind nach wie vor Alleinstellungsmerkmale des Café Pssst! – auch wenn sein Bekanntheitsgrad mittlerweile deutlich geringer ist als zu Zeiten des Prozesses. Der eigentliche Bordellbetrieb findet nach wie vor im angrenzenden Hinterhaus statt. Das Café im Vorderhaus dient lediglich der Kontaktanbahnung. Die eher kleinen Räumlichkeiten sind auf normalen Gastronomie- und Barbetrieb ausgelegt. Die Berliner Zeitung nannte in einem Bericht „[…] Spiegel, rote Tapeten und schummriges Licht wie in anderen Bars auch. Es läuft ‚Kuschelrock‘. Auf dem Tresen eine Skulptur: eine nackte Liegende neben Schälchen mit Kartoffelchips. Männer stehen dicht gedrängt an der Bar, junge und alte, in Rollkragenpullover oder mit Schlips.“ Die vom Artikelautor befragten Frauen äußerten sich durchweg positiv über ihre Arbeitsbedingungen. Eine Reihe gab an, durch die Arbeit im Café Pssst! ihr Erstjobs-Gehalt aufzubessern.
Der Buchautor Thomas Brussig beschrieb Arbeitsbedingungen und Atmosphäre ebenfalls mit positivem Tenor: „Im ‚Café Pssst!‘ ist tatsächlich vieles anders als in anderen Etablissements. Es gibt eine Hausordnung für Männer und eine für Frauen, wobei letztere viel umfangreicher und restriktiver ist. Und: Es scheint, daß im ‚Café Pssst!‘ jede Frau das Recht hat, einen Mann ins Bett zu locken, sofern sie sich gewissen Regeln unterwirft. Felicitas Weigmann verdient durch den Barbetrieb und die Zimmervermietung. Die Frauen verdienen am Sex. Sie haben das Recht, zu kommen und zu gehen, wann sie wollen, und sie können laut Hausordnung einen Kunden bei Antipathie ablehnen.“ Auf die grundlegenden Regeln weisen Unterseiten auf dem Webauftritt des Cafés hin. Downloadbar ist dort auch ein von Felicitas Weigmann intonierter Song aus der Zeit des Rechtsstreits mit der Bezirksverwaltung (Titel: Weißt du, wie viel Sternlein stehen).

## Presseecho und Öffentlichkeitsresonanz
Das engagierte Einstehen der Betreiberin für die Legalisierung ihres Bordellbetriebs wurde von den Medien – nicht zuletzt aufgrund der damit verbundenen Signalwirkung – breit aufgegriffen. Als Fürsprecherin entkriminialisierter, abgesicherter Arbeitsverhältnisse in der Sexindustrie absolvierte Felicitas Weigmann während und nach dem Prozess zahlreiche Talkshow-Auftritte, unter anderem beim NDR. Insbesondere zur Zeit der Urteilsverkündung des Berliner Verwaltungsgericht erschienen zahlreiche Presseartikel über das Pssst! Die Berliner taz kommentierte: Felicitas Weigmann „[…] führt den zur Zeit bekanntesten ‚bordellartigen Betrieb‘ der Republik. Und um ihr Recht, das ‚Pssst!‘ in Berlin-Wilmersdorf weiterbetreiben zu dürfen, muss sie kämpfen. Zwar konnte ihr das Bezirksamt die Konzession noch nicht entziehen. Aber auf eine bloße Duldung pfeift sie – und das in aller Öffentlichkeit. Sie will den Präzedenzfall – die Aufhebung der Sittenwidrigkeit.“
Obwohl einige Medien wie zum Beispiel die Berliner Zeitung Weigmanns Hang zu Klartextansagen mitverantwortlich machten für die Eskalation des Konflikts, wurde die Essenz des Urteils, zumindest von den bundesdeutschen Leitmedien, durch die Bank positiv gewertet – als ein wesentlicher Schritt hin zur Legalisierung der Prostitution. Positiven Widerhall fanden Weigmanns Anstrengungen auch bei lokalen Funktionsträgern. „Das Wilmersdorfer ‚Pssst!‘ habe ‚fast Vorbildcharakter‘, sagte der SPD-Verordnete Alfred Gleitze. Ein kriminelles Umfeld, das sonst typisch für Bordelle sei, gebe es nicht. Die Huren im ‚Pssst!‘ arbeiten ohne Zuhälter.“
Das ausgiebige Presseberichterstattung ebbte nach der Beilegung des Konflikts zunehmend ab. Nichtsdestotrotz ist das Café auch auf der offiziellen Berlin-Webseite www.berlin.de mit einem Eintrag präsent. Die Lifestyle-Website hilker-magazin.de charakterisiert den laufenden Betrieb wie folgt: Auch wenn Felicitas Schirows „[…] Geschäft weniger exklusiv und luxuriös anmutet als das Bel Ami oder die Bar Rouge, so geht es doch auch hier um das niveauvolle und auch ungezwungene Kennenlernen. Passt es für die Frau nicht, kommt kein Geschäft zustande. Umgekehrt wird niemand schief angesehen, der die Bar besucht, ohne mit einer Frau auf dem Zimmer zu verschwinden […]“